# Campionati italiani femminili assoluti di atletica leggera 1925
I III campionati italiani femminili assoluti di atletica leggera si tennero a Milano il 18 ottobre 1925 presso il campo della Società Ginnastica Forza e Coraggio Milano al Vigentino, che aveva la pista con uno sviluppo di 385,55 metri. Furono assegnati dieci titoli in altrettante discipline.
Rispetto alla precedente edizione furono tolti dal programma i 250 e gli 800 metri piani; fu invece introdotta la gara dei 400 metri piani.

## Risultati
| Specialità                        | Oro                                                                                        | Prestazione | Argento                                                                           | Prestazione            | Bronzo                                                    | Prestazione            |
| Corse                             | Corse                                                                                      | Corse       | Corse                                                                             | Corse                  | Corse                                                     | Corse                  |
| --------------------------------- | ------------------------------------------------------------------------------------------ | ----------- | --------------------------------------------------------------------------------- | ---------------------- | --------------------------------------------------------- | ---------------------- |
| 80 m                              | Luigina Bonfanti SG Forza e Coraggio Milano                                                | 11"0        | Maria Bonfanti SG Forza e Coraggio Milano                                         | 11"1/5                 | Rosetta Gariboldi SG Forza e Coraggio Milano              | s/t                    |
| 400 m                             | Bruna Pizzini SG Forza e Coraggio Milano                                                   | 1'09"3/5    | Rosa Biaggi Stamperia Italiana Legnano                                            | 1'10"4/5               | Emilia Pedrazzani Unione Sportiva Soresinese              | s/t                    |
| 83 m hs                           | Bruna Pizzini SG Forza e Coraggio Milano                                                   | 15"4/5      | Emilia Pedrazzani Unione Sportiva Soresinese                                      | 18"2/5                 | Leandrina Bulzacchi Unione Sportiva Soresinese            | s/t                    |
| Staffetta 4×75 m                  | SG Forza e Coraggio Milano Luigina Bonfanti Rosetta Gariboldi Bruna Pizzini Maria Bonfanti | 42"3/5      | Aosta Sport Club Lea Margueretaz Vittorina Vivenza Alessandra Colombo Elsa Oglina | 46"1/5                 | SG Forza e Coraggio Milano (seconda squadra)              | s/t                    |
| Staffetta 4×200 m                 | SG Forza e Coraggio Milano Amelia Schenone Bice Ceriani Giuseppina Vignati Bruna Pizzini   | 2'07"1/5    | Medaglie non assegnate                                                            | Medaglie non assegnate | Medaglie non assegnate                                    | Medaglie non assegnate |
| Salti                             |                                                                                            |             |                                                                                   |                        |                                                           |                        |
| Salto in alto                     | Andreina Sacco Simul Pugnando Torino                                                       | 1,35 m      | Lidia Acquisti SG Forza e Coraggio Milano                                         | 1,20 m                 | Lea Margueretaz Aosta Sport Club                          | 1,15 m                 |
| Salto in alto                     | Andreina Sacco Simul Pugnando Torino                                                       | 1,35 m      | Lidia Acquisti SG Forza e Coraggio Milano                                         | 1,20 m                 | Monicelli Società Ginnastica Forza e Coraggio Milano      | 1,15 m                 |
| Salto in lungo                    | Andreina Sacco Simul Pugnando Torino                                                       | 4,51 m      | Luigina Bonfanti Società Ginnastica Forza e Coraggio Milano                       | 4,44 m                 | Maria Bonfanti Società Ginnastica Forza e Coraggio Milano | 4,43 m                 |
| Lanci                             |                                                                                            |             |                                                                                   |                        |                                                           |                        |
| Getto del peso a due mani         | Andreina Sacco Simul Pugnando Torino                                                       | 15,96 m     | Giuseppina Borin SG Costantino Reyer                                              | 13,78 m                | Olgiati Stamperia Italiana Legnano                        | 12,68 m                |
| Lancio del disco                  | Andreina Sacco Simul Pugnando Torino                                                       | 22,76 m     | Giuseppina Borin SG Costantino Reyer                                              | n/d                    | Lea Margueretaz Aosta Sport Club                          | 13,53 m                |
| Lancio del giavellotto a due mani | Giuseppina Borin SG Costantino Reyer                                                       | 30,78 m     | Andreina Sacco Simul Pugnando Torino                                              | 27,54 m                | Medaglia non assegnata                                    | Medaglia non assegnata |